# Кролик Освальд
Освальд — щасливий (удачливий) кролик (англ. Oswald the Lucky Rabbit) — перший анімаційний персонаж створений Волтом Діснеєм та Абом Айверксом (Ub Iwerks) для компанії Universal Studios між 1927 та 1928 роками, згодом, виробництвом анімаційних фільмів із цим кумедним героєм переходить до Чарльза Мінца (Charles Mintz) і Волтера Ленца (Walter Lantz), що продовжили знімати мультфільми до 1943 року.

Освальд став першим персонажем Студії Дісней, створеним після серії фільмів «Кумедні історії Аліси» (Alice Comedies), він з'явився у чорно-білих німих анімаційних короткометражках, прем'єра яких відбулася між 1927 та 1928 роках. Він також, вперше з героїв Дісней вийшов за межі екрана: були створені солодощі у вигляді кролика, продавалися трафарети із його зображенням, а також різноманітні аксесуари.

## Історія

### Початок: ЕраВолта Діснея

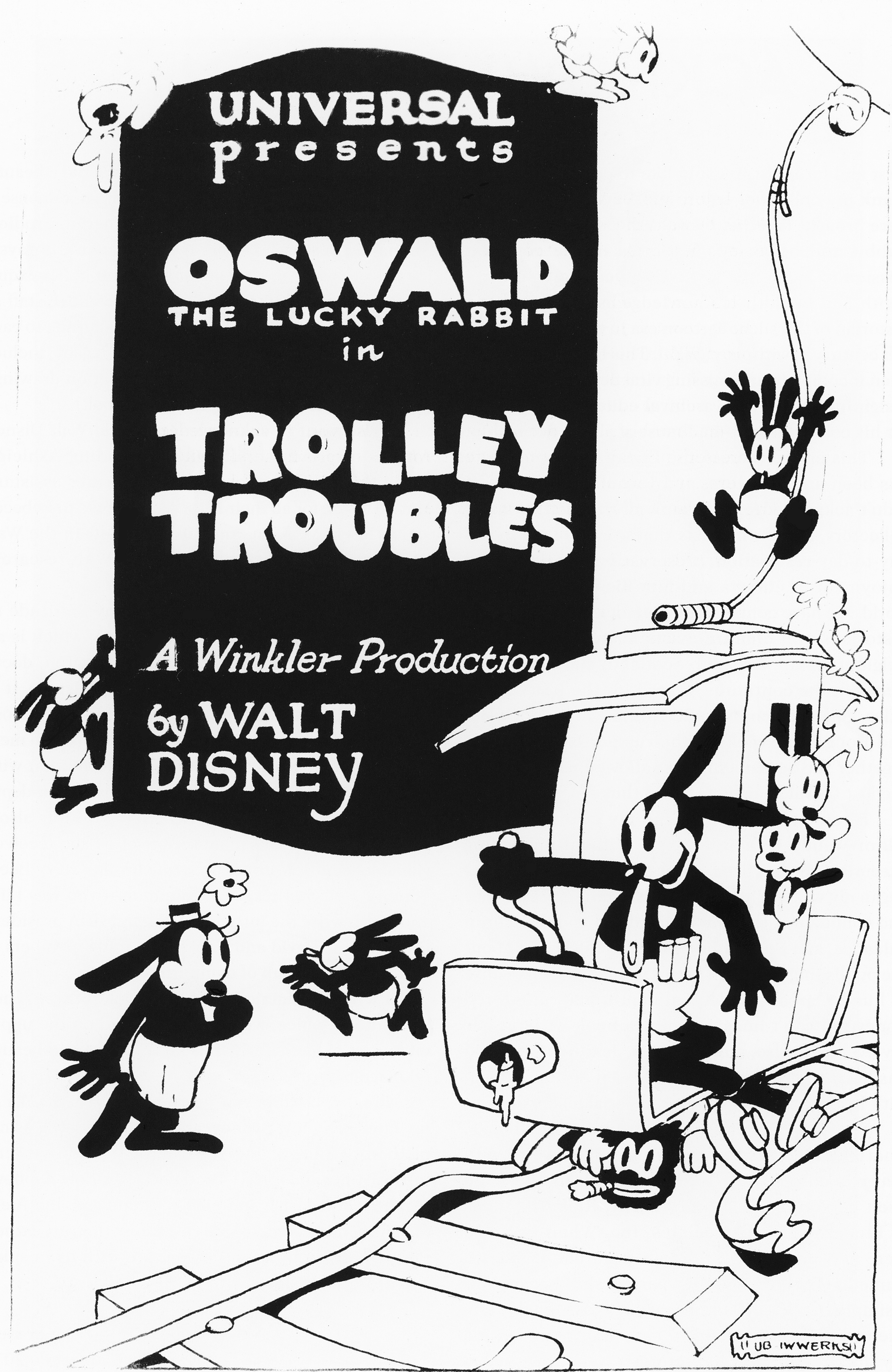
Постер першого фільму «Трамвай неприємностей»

Ідея для створення нового анімаційного персонажу виникла тоді, коли Дісней почав співпрацювати із продюсером Чарлзом Мінцом (Charles Mintz). Він саме одружився з Маргарет Вінклер (Margaret Winkler) — дистриб'ютором Волта Дісней яка до того займалася розповсюдженням короткометражок із Алісою, та перебрав на себе обов'язки дистрибуції картин Діснея. Саме в цей час, компанія Universal шукала студію яка-б змогла створити серію анімаційних фільмів — Мінтц та Вінклер запропонували долучити для цього Студію Волта Діснея.
Після «Кумедних історій Аліси» (Alice Comedies) — Діснеївського серіалу у якому поєднувалася анімація із грою актора (був завершений 1927 році); Карл Лімлі (Carl Laemmle) у одній із розмов з Діснеєм пропонує ідею створення нового, тепер вже повністю анімованого серіалу. Новою зіркою анімації не повинен був стати «котячий» персонаж, на цьому наполягав дистриб'ютор Діснея: «забагато котів на сцені» — кіт Фелікс (Felix the Cat), Шалений Кіт (Krazy Kat), створений для «Кумедних історій» діснеївське кошеня, та багато-багато інших. Ото-ж, вони зійшлися на кролику. Приставши на цю ідею — Волт та Аб Айверкс створюють свого вухатого анімаційного персонажа, якого компанія Universal називає Освальдом.
Першим мультфільмом стала пілотна картина: «Бідний Тато» (Poor Papa), проте вона не сподобалася продюсерові — Чарльзові Мінцу (Charles Mintz), що зажадав кращої історії та більш якісної анімації для показу глядачам: «Я жалкую, що перший Освальд став великим розчаруванням для всіх … Хоча він був анімований людиною (Абом Айверксом), чий досвід і талант я готовий поставити поряд із будь-яким аніматором сучасності.» — згадував про це він . Тоді, Дісней та Айверкс створюють нову історію: «Трамвай неприємностей» (Trolley Troubles),яку, врешті, схвалює Мінц; отож — серія мультиплікаційних фільмів із Освальдом, офіційно розпочалася 5 серпня 1927 року .

Створений художником Аб Айверкс (Ub Iwerks) та Волтом Діснеєм кролик Освальд — мав запальний та пустотливий характер, схожий до того, який належав, дещо згодом — одному відомому мишеняті. (Насправді, колись хтось зазначив, що Міккі Маус — то Освальд тільки з круглими вухами).
У своєму прагненні до створення якомога якіснішої анімації, та цікавих історій, починають зростати і видатки на створення анімаційної серії з боку Волта Діснея. Тому він 1928 року приїздить до офісу продюсера в Нью-Йорк на переговори стосовно збільшення бюджету анімаційного серіалу про «щасливого кролика», натомість йому пропонують навпаки — зменшити видатки на виробництво. У разі незгоди — його звільнять, а виробництво Чарльз Мінц перебере повністю на себе, оскільки права на Освальда належать продюсерові та компанії Universal. Волт Дісней категорично відкидає таку вимогу, його звільняють від виробництва мультфільмів із кроликом, відбирають права на створеного ним персонажа, навіть більше — співробітники студії Діснея за контрактом, мали продовжувати працювати над фільмами, тоді як Волт цього права не мав. Отож, виробничу частину перебрав на себе продюсер Чарльз Мінц.
Так, Волт Дісней втратив серію анімаційних фільмів створену ним, персонаж, та студію, оскільки більшість його людей були змушені працювати за контрактом на Мінца. Залишився тільки Аб Айверкс, який таємно із Діснеєм починає створювати новий «вухатий» анімаційний персонаж — Міккі-Мауса.

### Продовження: зміна декорацій

Постер Освальда створеного Волтером Ленцом, 1933 року

Між тим, Мінц, відкриває власну анімаційну студію для продовження виробництва мультиплікаційних фільмів із Освальдом. Персонал якої складався переважно із працівників Діснея, що були зобов'язані працювати над фільмами із кроликом для Universal за контрактом. Співробітники Волта під керівництвом Чарльза Мінца створюють ще 26 серій протягом наступного року. Коли їх контракт закінчується, Чарльз збирає нову групу, яка презентує ще 26 фільмів із Освальдом. Так ця студія випустила перший звуковий анімаційний фільм із кроликом, який отримав назву «Яйця» (Hen Fruit) 1929 р.
У той час, здається, як справи студії Мінца йдуть у гору, його головні аніматори Ґ'ю Харман (Hugh Harman) та Рудольф Айзінґ (Rudolf Ising) звертаються до голови компанії Universal Карла Ліммлі (Carl Laemmle) з пропозицією змінити керівництво, та призначити їх головними, сподіваючись на те, що компанія надасть їм ексклюзивні права на продовження виробництва серії із Освальдом. Проте, Ліммлі їм відмовляє, навіть більше — розриває контракт зі студією, та переносить виробництво повністю до Universal.
Карл Ліммлі призначає Волтера Ленца (Walter Lantz) головним аніматором у виробництві оновленої мультиплікаційної серії Освальда, першою картиною під керівництвом Ленца стає стрічка «Важкий Заїзд» (Race Riot) 1929.
Сам Волтер Ленц звернувся до Волт Діснея за консультацією стосовно Освальда. Дісней дає своє благословення Ленцу на продовження виробництва мультфільмів із Освальдом, оскільки його короткометражки із Міккі-Маусом набирали шаленої популярності і мали більший успіх у глядача. Волт Дісней та Волтер Ленц стали добрими друзями.
Протягом наступних десяти років, Ленц створив 142 фільми із Освальдом, та довів серію з вухастим персонажем до 194 стрічок від самого його народження, та перипетій із його виробництвом на трьох різних студіях. По тому як Волтер Ленц перебрав до своїх рук виробництво серії із Освальдом 1929 року, він дещо змінює вигляд головного персонажу. Так, кролик отримує білі рукавички, взуття, одежинку, «привабливіше» обличчя з великими очима, більшу голову проте з коротшими вухами.

### Освальд— (чи)удачливий кролик?— від «удачі» до забуття
1935 року, у стрічці «Справа про загублену вівцю» (Case of the Lost Sheep), Освальд змінюється ще більш радикально. Його образ стає більш реалістичним, хутро білим, з ніг зникає взуття, разом з ним і сорочка, натомість з'являються штани з підтяжками. Нова модель персонажу кролика виникає завдяки адаптації образу іншого анімаційного героя створеного Волтером Лецом у анімаційному фільмі «Лис та Заєць» (Fox and the Rabbit) 1935 року, що виходить на два місяці раніше і безпосередньо не пов'язана із серією стрічок про Освальда.
Анімаційні картини із новим білим Освальдом, досить відрізняються від попередніх фільмів більш радикальними змінами, та й самі історії стають простішими. Відбуваються постійні зміни у стилі зображення та анімації. З картини «Щасливі Скаути» (Happy Scouts) 1938 р., відбувається ще одна зміна образу кролика, його хутро з білого стає поєднанням білого та сірого кольорів.

Ця зміна була пов'язана із тим, що компанія Universal ледве уникла банкрутства, Волтер Ленц викупив анімаційну підрозділ і став незалежним виробником анімації. Він намагається знайти нові образи для відомих глядачеві персонажів студії, серед яких і Освальд. Тому саме в цей час відбуваються значні трансформації у долі кролика.
На відміну від Діснеївського Освальда, героя німого кіно який не розмовляв, у стрічки Ленца кролик починає говорити, хоча у більшості мультфільмів він ще мовчить. Так у фільмі 1939 р. «Холодна індичка» (Cold Turkey) — Освальда озвучив аніматор Білл Нолан (Bill Nolan). Наступного року, Пінто Колвіґ (Pinto Colvig), який працював аніматором і був великим дотепником на студії, почав озвучувати кролика. Коли Колвіґ залишив студію 1931 року, Мік Руні (Mickey Rooney) перебрав на себе його озвучу до кінця року. Починаючи з 1932 року, Освальд не мав свого постійного голосу, його озвучували різні співробітники студії (включаючи самого Волтера Ленца).
Джун Форей (June Foray) став останнім хто озвучив Освальда в кольоровій короткометражці Сюїта курей-несучок (The Egg Cracker Suite), де він з'являється в останнє.
Освальд з'являється вперше у кольорі зі звуком в епізоді ігрового фільму 1930 року — «Король Джазу» (King of Jazz)' виробництва компанії Universal. Проте, тільки 1934 році фільми із кроликом стають кольоровими зі звуком: «Іграшкова Прем'єра» (Toyland Premiere) і «Весняна Серенада» (Springtime Serenade).
Після цього, виробництво анімації про Освальда знову стає чорно-білим, лише 1943 для серії Swing Symphonies був випущений останній Освальдовський фільм виробництва Волтера Ленца — «Сюїта курей-несучок» (The Egg Cracker Suite).
Останньою появою анімаційного персонажу кролика Освальда стає епізодична роль у фільмі серії Вуді Вудпекера — «Полька Вуді» (The Woody Woodpecker Polka) 1951 р.

### Повернення до Дісней

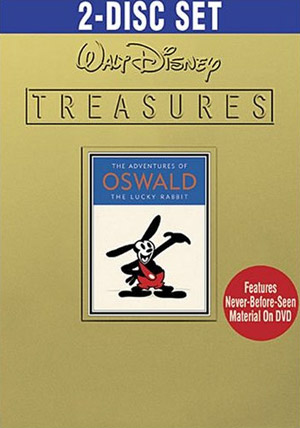
Обкладинка DVD із Освальдом, що побачила Світ у виданні Скарбів Діснея 2007 року

2006 року Компанія Волт Дісней повернула собі права на Освальда. Так про цю подію висловився тодішній голова Компанії Дісней Роберт Айгер (Robert Iger): «Веселий пустун Освальд повернувся, туди де він і мав бути — у родину свого творця, до сім'ї найулюбленіших персонажів створених самим Волтом Діснеєм»
На честь цього була випущена лінія спеціальних товарів, що реалізовувалися у магазинах компанії Дісней — США, а також набір: «Скарби Волт Дісней DVD» — до якого увійшла компіляція всіх фільмів із кроликом Волта Діснея, що збереглися.

## Персонаж
Від самої першої появи, Освальд стає мультиплікаційним персонажем, що отримує від творців свій унікальний характер, його жарти ставали досить популярними, проте гумор відрізнявся від просто жартів заради веселощів. Він презентував так званий: фізичної гумор, використовував ситуацію на свою користь, це краще всього показано у фільмі «Механічна корова (The Mechanical Cow)». Кролик використовує кінцівки тварин для вирішення проблем, залучає для цього і власні лапки. Освальд міг стати сплющені, немов би зроблений з ґуми, або перетворитися на будь-який робочий інструмент.
Натомість: своїй сучасній реінкарнації, Освальд зображується грубим, жорстоким із запальним характером, таким, що нікому не довіряє.
Про нього забули на довгий час і протягом стількох років це вплинуло на нього так, що він став досить цинічно ставитися до власного життя, якраз через це. Він симпатизує всім тим, хто потрапив у схожу ситуацію, особливо сильну ненависть та заздрість до свого «брата», котрого він звинувачує у зруйнуванні його, колись славетного життя.
Для того, щоб увійти в довіру до Освальда потрібно мати не аби яку силу волі. Проте, під його грубою та суворою зовнішністю ховається засмучений та розбитий персонаж, що просто хоче, щоб його пам'ятали.
Той час, який він проводить із Міккі, допомагає йому зрозуміти, що Міккі-Маус піклується про нього як про брата, не зважаючи на їх відмінності, та на ту славу яку він вкрав у нього і сталося те дуже давно, що, зрештою, дозволяє забути образу Освальда. Він розуміє, що вони є братами із Міккі.
Не зважаючи на те, що Освальд є досить дратівливим він схожий на Міккі багато в чому. Кролик теж бешкетує, постійно втрапляє у різні пригоди і рідко коли уникає неприємностей, проте знаходить із них вихід завдяки розуму, ну і власним хитрощам. Йому подобається гратися і може легко змусити інших сміятися, та він моральний, незважаючи на недоліки у власному характері, Освальд намагається робити правильні речі. Він буде завжди намагатися робити те, що буде краще для його родини та друзів, незважаючи ні на що. Хоча, він здається не зовсім привітним, проте Освальд може бути доволі дружнім, якщо сам цього захоче. До того-ж, його любов до Ортензії так само сильна, як і Міккі до Мінні Маус.

## Відео-ігри
Хоча, на жаль, до цього часу ми ще не побачили Освальда у нових анімаційних стрічках, проте він з'являється у відео іграх: «Епік Міккі» (Epic Mickey) та «Епік Міккі: Сила двох» (Epic Mickey 2: The Power Of Two), а також низці побутових товарів. Також кролик з'являється у Діснейленді як один із героїв Діснея. Завдяки цьому, а також перевидання класичних диснеївських картин 1927—1928 років, він знову став популярним.

### Epic Mickey
Освальд — один із головних персонажів комп'ютерної відеогри для Nintendo Wii: Epic Mickey, він є правителем Пустки (Вестеленду англ. The Wasteland) — світу, де живуть забуті, покинуті персонажі анімаційних фільмів Діснея.
На самому початку гри Міккі-Маус проходить крізь дзеркало до паралельного йому Світу яким виявляється Вестеленд, Міккі випадково розливає чорну фарбу і породжує чудовиська Клякса (The Shadow Blot), яка починає поглинати Світ Пустки. Мишеня повертається назад, нічого не виправляючи, оскільки вважає, що це йому наснилося.
Натомість, Освальд є правителем Пустки яка є абсолютним відзеркаленням Світу Діснея, тільки замість мишеняти головним персонажем є кролик. Він у співпраці з Божевільним Доктором (Mad Doctor) створює робота. У цей час Клякса починає активно знищувати дім Освальда, який змушений був вступити з ним у боротьбу. Божевільний Доктор зраджує Освальда та переходить на бік Клякси, проте після довгої, виснажливої битви, кролик та його кохана Ортензія запечатують Чорну Кляксу у великому глеку на вершині Гори Міккіджанк (Mickeyjunk Mountain), проте за рахунок життя Ортензії.
Освальд лишається на горі охороняти глек, саме під час вартування зростає його образа на Міккі за те, що той вкрав у нього славетну кар'єру.
Коли, врешті Міккі-Маус з'являється у Вестланді, Освальд із небажанням залишає стерегти глечик, та допомагає Міккі у пошуках запчастин щоб полагодити ракету Місячний лайнер (Moonliner) для того, щоб він зміг дістатися Завтрашнього Міста (Tomorrow City), хоча й має велику спокусу — перехопити мишеня, та продовжити на його ракеті подорож самому. Після битви та перемоги над несправжнім Темним Кляксою на схилах Міккіджанк гори, Міккі Маус говорить, що він не винен у тому що трапилося коли відбулася та катастрофа та з'явився Клякса.
Освальд настільки розгнівався на нього, що випадково випускає справжнього Клякса. Той, у свою чергу, викрадає серце Міккі і починає руйнувати Wasteland. Кролик вирішує використати ракету Міккі Мауса для атаки на Кляксу на території Красивого Чорного замку (Dark Beauty Castle) де він розраховує використати феєрверк у своїх задумах.
Клякса закінчує розростатися тоді, коли поглинає Освальда, Міккі Та Гремліна Газа (Gremlin Gus) — для того, щоб в трьох продовжити боротьбу із Кляксою з середини. Освальд застрягає у кляксових стінах, проте йому вдається звільнити Міккі-Мауса. Він ловить серце Міккі, яке випускає Клякса, та повертає його господарю, а сам запускає феєрверк, який руйнує Кляксу назавжди. Освальд стає справжнім героєм, котрий рятує серце Міккі, а потім рятує все становище.
Вибухом звільняють і Ортензію, тож вона і Освальд повертаються на Меен Стріт (Mean Street), Міккі був змушений залишити Пустку. Через вибух — всі фарби стають звільняються, це стає причиною відродження усієї Пустки та Ортензії, яка допомагає відродити дружбу між Міккі та Освальдом, аж до того, що вони стають справжніми братами.
На самому початку, розробники планували зробити Освальда більш негативним героєм. За задумами, він мав-би стати головним антагоністом на початкових етапах гри, об'єднатися із Кляксою та стати перед-останнім босом, проте — розробники швидко відкинули цю концепцію, оскільки не захотіли робити із кролика антигероя всього Діснея.

### Epic Mickey 2: The Power Of Two
У другій частині гри, яка виходить не тільки на Nintendo Wii а й на PlayStation 3 та Xbox 360, з'являються проблеми у підзвітному Освальді Світі Пустки із транспортуванням між його частинами. Кролик запрошує Міккі разом розібратися з цією проблемою.
Тепер Освальд на рівні з Міккі-Маусом може битися, хоча він і не має чарівного пензлика, проте у нього в руках (чи то лапах) є універсальний пульт дистанційного керування яким він може вимикати різноманітні електронні штуки, пастки тощо, навіть роботів.

## Фільмографія
| Ера Діснея 1927                                       | |
| Фільм                                                 | Нотатки |
| Trolley Troubles                                      | Перший офіційний фільм (другий в якому з'являється кролик). Художник аніматор Аб Айверкс, Студія Дісней. |
| Oh Teacher                                            | Кілька сцен були втрачені, деякі були перезняті під час перевидання. Художник аніматор Аб Айверкс, Студія Дісней. |
| The Mechanical Cow                                    | Художник аніматор Аб Айверкс, Студія Дісней. |
| Great Guns!                                           | Художник аніматор Аб Айверкс, Студія Дісней. |
| All Wet                                               | Художник аніматор, режисер Аб Айверкс, Студія Дісней. |
| The Ocean Hop                                         | Кілька сцен втрачені. Художник аніматор Гоґ Гартман (Hugh Harman) і Роллін Ґамільтон (Rollin Hamilton), Студія Дісней. |
| The Banker's Daughter                                 | Фільм не зберігся. Художник аніматор Аб Айверкс та Фріз Фрілінґ (Friz Freleng), Студія Дісней. |
| Empty Socks                                           | Відсутній на DVD, збереглося кілька фрагментів. Художник аніматор Гоґ Гартман (Hugh Harman) і Роллін Ґамільтон (Rollin Hamilton), Студія Дісней. |
| Rickety Gin                                           | Фільм не зберігся. Художник аніматор Аб Айверкс та Фріз Фрілінґ (Friz Freleng), Студія Дісней. |
| 1928                                                  | |
| Фільм                                                 | Нотатки |
| Harem Scarem                                          | Фільм не зберігся, залишилося кілька сцен, вони були представлені 2012. Художник аніматор Гоґ Гартман (Hugh Harman) і Роллін Ґамільтон (Rollin Hamilton), Студія Дісней. |
| Neck 'n' Neck                                         | Фільм не зберігся. Художник аніматор Гоґ Гартман (Hugh Harman) і Роллін Ґамільтон (Rollin Hamilton), Студія Дісней. |
| The Ol' Swimmin' Hole                                 | Фільм не зберігся. Художник аніматор Гоґ Гартман (Hugh Harman) і Роллін Ґамільтон (Rollin Hamilton), Студія Дісней. |
| Africa Before Dark                                    | Фільм не зберігся, залишилося кілька фрагментів Художник аніматор Аб Айверкс. |
| Rival Romeos                                          | Художник аніматор Аб Айверкс. |
| Bright Lights                                         | Художник аніматор Гоґ Гартман (Hugh Harman) і Роллін Ґамільтон (Rollin Hamilton). |
| Sagebrush Sadie                                       | Фільм не зберігся, залишилися кілька фрагментів. Художник аніматор Гоґ Гартман (Hugh Harman) і Роллін Ґамільтон (Rollin Hamilton). |
| Ride 'Em Plowboy                                      | Фільм втрачений, зберігся сценарій. Художник аніматор Аб Айверкс, Гоґ Гартман (Hugh Harman), Роллін Ґамільтон (Rollin Hamilton), Фріз Фрілінґ (Friz Freleng). |
| Ozzie of the Mounted                                  | Фільм зберігся, кілька сцен втрачені. Художник аніматор Аб Айверкс, Гоґ Гартман (Hugh Harman), Роллін Ґамільтон (Rollin Hamilton), Бен Клоптон (Ben Clopton) та Лес Клак (Les Clark). |
| Hungry Hobos                                          | Фільм вважався втраченим, проте одна копія була знайдена у Англії в листопаді 2011. |
| Oh, What a Knight                                     | |
| Sky Scrappers                                         | |
| The Fox Chase                                         | Художник аніматор Гоґ Гартман (Hugh Harman) і Роллін Ґамільтон (Rollin Hamilton). |
| Tall Timber                                           | Художник аніматор Гоґ Гартман (Hugh Harman) і Роллін Ґамільтон (Rollin Hamilton). |
| Sleigh Bells                                          | Фільм втрачений |
| Hot Dog                                               | Фільм втрачений, збереглася розкадровка |
| Poor Papa                                             | Перша картина серії, що з'явилася у 1927 році, глядач її побачив наступного 1928 року — спочатку відхилений продюсром. Художник аніматор Аб Айверкс. Відсутній на DVD, одна збережена копія була презентована 1987 на ретроспективі анімації інша копія була продана на аукціоні 2001 року. |
| Студія Чарльза Мінца 1928                             | |
| Фільм                                                 | Нотатки |
| High Up                                               | Зберігся. Режисер Гоґ Гартман (Hugh Harman) і Роллін Ґамільтон (Rollin Hamilton). |
| Mississippi Mud                                       | Фільм втрачений. |
| Panicky Pancakes                                      | Фільм втрачений. Режисер Гоґ Гартман (Hugh Harman) і Бен Клоптон (Ben Clopton). |
| Fiery Fireman                                         | Зберігся. Режисер Гоґ Гартман (Hugh Harman) та Рудольф Айзінґ (Rudolph Ising). |
| Rocks and Socks                                       | Фільм втрачений. |
| South Pole Flight                                     | Фільм втрачений. Режисер Гоґ Гартман (Hugh Harman) і Бен Клоптон (Ben Clopton). |
| Bull-Oney                                             | Фільм втрачений. Режисер Волтер Ланц і Том Палмер (Tom Palmer) |
| A Horse Tale                                          | Фільм втрачений. Режисер Роллін Ґамільтон (Rollin Hamilton) та Том Палмер (Tom Palmer). |
| Farmyard Follies                                      | Деякі сцени втрачені. Режисер Волтер Ланц і Роллін Ґамільтон (Rollin Hamilton) |
| 1929                                                  | |
| Фільм                                                 | Нотатки |
| Homeless Homer                                        | Режисер Рудольф Айзінґ (Rudolph Ising) та Фріз Фрелінг (Friz Freleng). |
| Yanky Clippers                                        | Останній «німий» фільм Освальда. Режисер Волтер Ланц і Том Палмер (Tom Palmer). |
| Hen Fruit                                             | Фільм втрачений. Перший звуковий фільм з кроликом. |
| Sick Cylinders                                        | Зберігся без звуку. Режисер Г'ю Гартман (Hugh Harman) та Бен Клоптон (Ben Clopton). |
| Hold 'Em Ozzie                                        | Зберігся без звуку. |
| The Suicide Sheik                                     | Фільм втрачений. Режисер Г'ю Гартман (Hugh Harman) |
| Alpine Antics                                         | Зберігся у версії без звуку. Режисер Том Палмер (Tom Palmer). |
| The Lumberjack                                        | Зберігся без звуку. |
| The Fishing Fool                                      | Фільм втрачений. |
| Stage Stunts                                          | Фільм втрачений. |
| Stripes and Stars                                     | Фільм втрачений. |
| The Wicked West                                       | Фільм втрачений. Режисер Фріз Фрелінг (Friz Freleng). |
| Ice Man's Luck                                        | Фільм втрачений. |
| Nuts and Jolts                                        | Фільм втрачений. Режисер Г'ю Гартман (Hugh Harman) |
| Jungle Jingles                                        | Зберігся у версії без звуку. Режисер Бен Клоптон (Ben Clopton). |
| Weary Willies                                         | Зберігся у версії без звуку. Режисер Фріз Фрелінг (Friz Freleng). |
| Saucy Sausages                                        | Фільм втрачений. |
| Освальд і Волтер Ланц компанії Universal 1929, 30 рр. | |
| Фільми                                                | Нотатки |
| Race Riot                                             | |
| Oil's Well                                            | |
| Permanent Wave                                        | |
| Cold Turkey                                           | Фільм втрачений |
| Pussy Willie                                          | Фільм втрачений |
| Amateur Nite                                          | |
| Hurdy Gurdy                                           | |
| Snow Use                                              | |
| Nutty Notes                                           | Фільм втрачений |
| Ozzie of the Circus                                   | Фільм втрачений |
| Kounty Fair                                           | Exists only as silent print. |
| Chilly Con Carmen                                     | |
| Kisses and Kurses                                     | Фільм втрачений. |
| Broadway Folly                                        | |
| Bowery Bimbos                                         | Фільм втрачений, зберігся лише саундтрек. |
| The Hash Shop                                         | |
| The Prison Panic                                      | |
| Tramping Tramps                                       | |
| Hot for Hollywood                                     | Залишився тільки без звуку. Саундтрек було знайдено 2005 році. |
| Hell's Heels                                          | |
| My Pal Paul                                           | |
| Not So Quiet                                          | |
| Spooks                                                | |
| Cold Feet                                             | |
| Snappy Salesman                                       | |
| Henpecked                                             | |
| The Singing Sap                                       | Перший фільм, в якому брав участь Текс Ейвері як аніматор (як Фред Ейвері). |
| The Detective                                         | |
| The Fowl Ball                                         | Брав участь Текс Ейвері як аніматор під псевдонімом Фред Ейвері. |
| The Navy                                              | Брав участь Текс Ейвері як аніматор під псевдонімом Фред Ейвері. |
| Mexico                                                | Брав участь Текс Ейвері як аніматор під псевдонімом Фред Ейвері. |
| Africa                                                | Брав участь Текс Ейвері як аніматор під псевдонімом Фред Ейвері. |
| Alaska                                                | Брав участь Текс Ейвері як аніматор під псевдонімом Фред Ейвері. |
| Mars                                                  | Брав участь Текс Ейвері як аніматор під псевдонімом Фред Ейвері. |
| 1931—1934 рр.                                         | |
| Фільм                                                 | Нотатки |
| China                                                 | Брав участь Текс Ейвері як аніматор під псевдонімом Фред Ейвері. |
| College                                               | Брав участь Текс Ейвері як аніматор під псевдонімом Фред Ейвері. |
| Shipwreck                                             | Брав участь Текс Ейвері як аніматор під псевдонімом Фред Ейвері. |
| The Farmer                                            | Брав участь Текс Ейвері як аніматор під псевдонімом Фред Ейвері. |
| The Fireman                                           | Брав участь Текс Ейвері як аніматор під псевдонімом Фред Ейвері. |
| Sunny South                                           | Брав участь Текс Ейвері під псевдонімом Фред Ейвері. |
| Country School                                        | |
| The The Bandmaster                                    | Брав участь Текс Ейвері як аніматор під псевдонімом Фред Ейвері. |
| Northwoods                                            | |
| The Stone Age                                         | Брав участь Текс Ейвері як аніматор під псевдонімом Фред Ейвері. |
| Radio Rhythm                                          | |
| Kentucky Belles                                       | Брав участь Текс Ейвері як аніматор під псевдонімом Фред Ейвері. |
| Hot Feet                                              | |
| The Hunter                                            | Брав участь Текс Ейвері як аніматор під псевдонімом Фред Ейвері. |
| Wonderland                                            | |
| The Hare Mail                                         | |
| The Fisherman                                         | Брав участь Текс Ейвері як аніматор під псевдонімом Фред Ейвері. |
| The Clown                                             | |
| Grandma's Pet                                         | Брав участь Текс Ейвері як аніматор під псевдонімом Фред Ейвері. |
| Mechanical Man                                        | Брав участь Текс Ейвері як аніматор під псевдонімом Фред Ейвері. |
| Wins Out                                              | |
| Beau and Arrows                                       | Брав участь Текс Ейвері як аніматор під псевдонімом Фред Ейвері. |
| Making Good                                           | Брав участь Текс Ейвері як аніматор під псевдонімом Фред Ейвері. |
| Let's Eat                                             | |
| The Winged Horse                                      | |
| Cat Nipped                                            | |
| A Wet Knight                                          | |
| A Jungle Jumble                                       | |
| Day Nurse                                             | Брав участь Текс Ейвері як аніматор під псевдонімом Фред Ейвері. |
| The Busy Barber                                       | Брав участь Текс Ейвері як аніматор під псевдонімом Фред Ейвері. |
| Carnival Capers                                       | Брав участь Текс Ейверіпід псевдонімом Фред Ейвері. |
| Wild and Woolly                                       | |
| Teacher's Pests                                       | |
| The Plumber                                           | Брав участь Текс Ейвері як аніматор під псевдонімом Фред Ейвері. |
| The Shriek                                            | Брав участь Текс Ейвері під псевдонімом Фред Ейвері. |
| Going to Blazes                                       | Брав участь Текс Ейвері як аніматор під псевдонімом Фред Ейвері. |
| Beau Best                                             | |
| Ham and Eggs                                          | Брав участь Текс Ейвері як аніматор під псевдонімом Фред Ейвері. |
| Confidence                                            | Брав участь Текс Ейвері як аніматор під псевдонімом Фред Ейвері. |
| Five and Dime                                         | Брав участь Текс Ейверіпід псевдонімом Фред Ейвері. |
| The Zoo                                               | Брав участь Текс Ейвері як аніматор під псевдонімом Фред Ейвері. |
| Весела стара душа                                     | |
| Parking Space                                         | |
| Chicken Reel                                          | |
| The Candy House                                       | |
| The County Fair                                       | |
| The Toy Shoppe                                        | З 1984 року також у кольорі. |
| Kings Up                                              | Брав участь Текс Ейвері під псевдонімом Фред Ейвері. |
| Wolf! Wolf!                                           | |
| The Ginger Bread Boy                                  | |
| Goldielocks and the Three Bears                       | |
| Annie Moved Away                                      | Брав участь Текс Ейвері під псевдонімом Фред Ейвері. |
| Wax Works                                             | |
| William Tell                                          | |
| Chris Columbus Jr.                                    | Брав участь Текс Ейвері як аніматор під псевдонімом Фред Ейвері. |
| The Dizzy Dwarf                                       | |
| Ye Happy Pilgrims                                     | |
| Sky Larks                                             | Брав участь Текс Ейвері як аніматор під псевдонімом Фред Ейвері. |
| Spring in the Park                                    | |
| Toyland Premiere                                      | Перша стрічка із Освальдом у кольорі |
| 1935—1943 рр.                                         | |
| Фільм                                                 | Нотатки |
| Robinson Crusoe Isle                                  | |
| The Hillbilly                                         | |
| Two Little Lambs                                      | |
| Do a Good Deed                                        | |
| Gold Dust Oswald                                      | Ця стрічка не була створена. Багато хто включає її до списку, проте це помилка, згаданої картини взагалі не існувало. |
| Elmer the Great Dane                                  | Брав участь Текс Ейвері як аніматор під псевдонімом Фред Ейвері. |
| Springtime Serenade                                   | Другий фільм в якому Освальд з'являється у кольорі. |
| Town Hall Follies                                     | Перша картина в якій режисером став Текс Ейвері під псевдонімом Фред Ейвері, що заслужив собі таку честь працюючи аніматором. |
| At Your Service                                       | |
| Bronco Buster                                         | |
| Amateur Broadcast                                     | |
| The Quail Hunt                                        | Друга картина режисера Текс Ейвері(як Фред Ейвері), в якому він є й аніматором, згодом він переходить до компанії Warner Bros. |
| Monkey Wretches                                       | Останній фільм в якому Освальд був у чорному кольорі |
| Case of the Lost Sheep                                | Перша поява білого кролика. |
| Doctor Oswald                                         | |
| Soft Ball Game                                        | |
| Alaska Sweepstakes                                    | |
| Slumberland Express                                   | |
| Beauty Shoppe                                         | |
| The Barnyard Five                                     | |
| Fun House                                             | |
| Farming Fools                                         | |
| Battle Royal                                          | |
| Music Hath Charms                                     | |
| Kiddie Revue                                          | |
| Beach Combers                                         | |
| Night Life of the Bugs                                | |
| Puppet Show                                           | |
| The Unpopular Mechanic                                | |
| Gopher Trouble                                        | |
| Everybody Sing                                        | |
| Duck Hunt                                             | |
| The Birthday Party                                    | |
| Trailer Thrills                                       | |
| The Wily Weasel                                       | |
| The Playful Pup                                       | |
| Lovesick                                              | |
| Keeper of the Lions                                   | |
| The Mechanical Handy Man                              | |
| Football Fever                                        | |
| The Mysterious Jug                                    | |
| The Dumb Cluck                                        | |
| The Lamp Lighter                                      | |
| Man Hunt                                              | |
| Yokel Boy Makes Good                                  | |
| Trade Mice                                            | |
| Feed the Kitty                                        | Остання стрічка із білим Освальдом. |
| Happy Scouts                                          | кролик стає сіро-білим |
| The Egg Cracker Suite                                 | Остання картина компанії Universal із кроликом Освальдом в кольорі. |
| Повернення до Дісней 2013                             | |
| Фільм                                                 | Нотатки |
| Get a Horse!                                          | Перша картина із Щасливим кроликом після його повернення до Дісней |